# Dis-moi oui (chanson de Johnny Hallyday)
Pour les articles homonymes, voir Dis-moi oui.
Singles de Johnny Hallyday
Tes tendres années
(1963) Da dou ron ron
(1963)
Dis-moi oui est une chanson de Johnny Hallyday parue en 1963 sur l'album Les Bras en croix.

## La chanson
Dis-moi oui est l'adaptation française, par Ralph Bernet et Claude Carrère, du titre We Say Yeah, initialement interprétée par Cliff Richard et The Shadows. Extraite de l'album Les bras en croix, elle sort en super 45 tours quelques semaines plus tard.

## Discographie
- 25 avril 1963, 33 tours Philips (édition mono B 77.916 L et 840 521 BY édition stéréo)[1] Les Bras en croix
- 10 mai 1963, EP Philips 432.908 BE[2],[3]. Liste des pistes :

A1. Les Bras en croix (2:13)
A2. Quitte-moi doucement (Break It to Me Gently) (2:30)
B1. Quand un air vous possède" (When My Little Girl Is Smiling) (2:17)
B2. Dis-moi oui (We Say Yeah) (2:07),
- 45 tours promotionnel Philips 373 132[6] : Les Bras en croix, Dis-moi oui

## Classements
| Classement (1963)                       | Meilleure position |
| --------------------------------------- | ------------------ |
| Belgique (Wallonie Ultratop 50 Singles) | 38                 |